# Władcy Charolais

Herb hrabiów Charolais

Lista władców Charolais.

## Pierwsi hrabiowie Charolais
- 1237–1248 – Hugon IV Burgundzki
- 1248–1267 – Jan Burgundzki
- 1267–1310 – Beatrycze Burgundzka
- 1310–1316 – Jan de Charolais
- 1316–1364 – Beatrycze de Charolais
- 1364–1384 – Jan II d’Armagnac
- 1384–1391 – Bernard VII d’Armagnac

## Walezjusze, linia burgundzka
- 1391–1404 – Filip II Śmiały
- 1404–1410 – Jan bez Trwogi
- 1410–1433 – Filip III Dobry
- 1433–1477 – Karol Zuchwały

W 1477 Charolais zostało przyłączone do Francji

## Habsburgowie
W 1493 Karol VIII Walezjusz przekazał Charolais Habsburgom.
- 1493–1499 – Maksymilian I
- 1499–1506 – Filip I Piękny
- 1506–1530 – Małgorzata
- 1530–1556 – Karol V
- 1556–1598 – Filip II
- 1598–1599 – Filip III
- 1599–1633 – Izabela Klara Eugenia Habsburg
- 1633–1665 – Filip IV
- 1665–1684 – Karol II

W 1684 r. Charolais zostało przekazane Francji.

## Książęta de Condé
- 1684–1686 – Ludwik II Burbon-Condé
- 1686–1709 – Henryk Juliusz Burbon-Condé
- 1709–1710 – Ludwik III Burbon-Condé
- 1710–1760 – Karol de Bourbon-Charolais